# Star Trek: Starfleet Command
Star Trek: Starfleet Command è un videogioco di tattica in tempo reale (con paesaggio, unità e strutture 3D), ambientato nell'universo immaginario del futuro di Star Trek, durante ipotetiche missioni nelle quali è possibile prendere il controllo di una delle molteplici astronavi di una delle fazioni presenti nel gioco (sia tra quelle "classiche" che tra alcune altre "nuove"); sviluppato da "Interplay Entertainment" e distribuito nell'anno 1999.
Questo è il videogioco che ha iniziato la serie Star Trek: Starfleet Command basata sul  wargame gioco da tavolo Star Fleet Battles.
Il titolo ha avuto dei seguiti Star Trek: Starfleet Command II: Empires at War distribuito nell'anno 2000 e successivamente Star Trek: Starfleet Command III del 2002; questi ultimi sviluppati da Taldren.

## Modalità di gioco
La campagna ha vari scenari (senza una sequenza) per il gioco in singolo, relative a sei specie:
"classiche"
- Federazione dei Pianeti Uniti
- Impero dei Klingon
- Impero stellare dei Romulani

"nuove" da Star Fleet Battles
- Confederazione Gorn
- Impero stellare dei Lyran
- Regni Hydran

Inoltre sono presenti anche delle lezioni ("tutorial") per imparare le nozioni di base del gioco.
Poi ci sono delle missioni utilizzabili sia per il gioco in gruppo su LAN e su Internet (con modem), anche facendo uso di applicazioni e siti per il gioco "on-line", che in singolo contro il computer come schermaglia "skirmish".